# Chakán

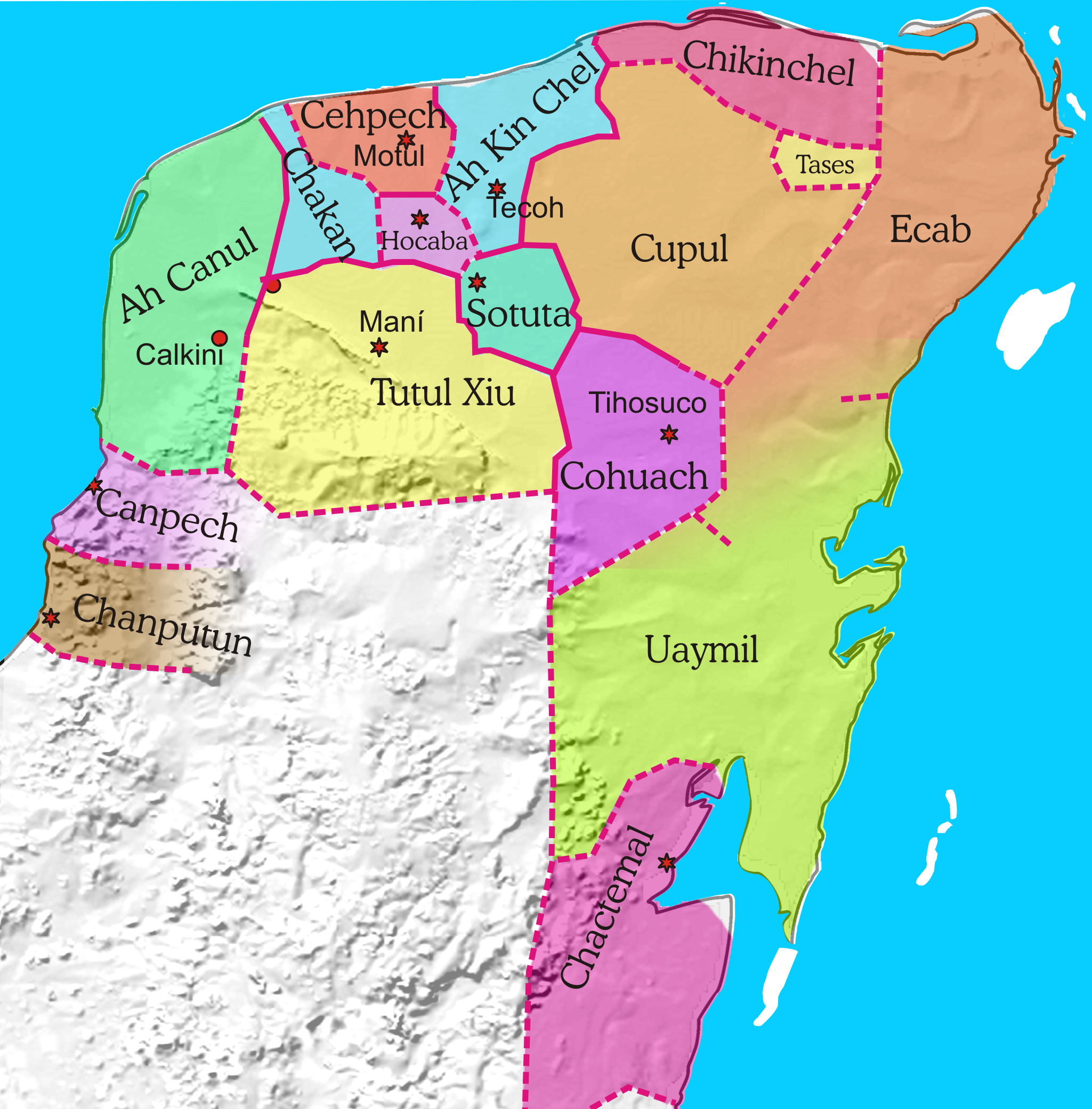
Politische Gliederung Yucatáns um 1500

Chakán (deutsch: Savanne) war ein Fürstentum (Mayathan: cuchcabal) der Maya auf Yucatán während der Postklassik, das bis in die Zeit der Konquista Bestand hatte.

## Beschreibung und Geschichte
Die Jurisdiktion Chakán befand sich im Nordosten Yucatáns. Mit dem kleinen Küstenort Xtuul hatte es einen schmalen Küstenzugang. Im Westen grenzte es an Ah Canul, im Süden an Maní im Osten an Hocabá und zur Küste hin an Chepech. 
Das politische Gebiet Chakán entstand nach dem Niedergang der sogenannten Liga von Mayapán, spätestens 1461. Es gab keine Zentralregierung, die größeren Städte Acanceh, Caucel, Dzibikal, Kanasín, Ti'ho', Tecoh, Timucuy und Tixbecya wurden von Priestern (Ah Kin) oder Batabs regiert. 
In Ti'ho' befanden sich bedeutende Tempel, die gleich einem Wallfahrtsort von weit her aufgesucht wurden. Während der besonders einflussreiche Priester Ah Kin Euan, der über Caucel und Ti'ho', das spätere Mérida, herrschte, zu den ersten Konvertiten zum Katholizismus zählte, leistete der Priester Ah Kin Ch'uy aus Pepa, das neben Kizil, Texan und Xiol zu den kleineren Orten des Gebietes zählte, erbitterten Widerstand gegen die Spanier. Insgesamt wurden die Spanier jedoch mehrheitlich unterstützend aufgenommen. Auf den Tempelfundamenten von Ti'ho' wurden die Kirchen der jetzigen Hauptstadt Yucatáns errichtet. So konnte die Familie Euan wie schon in vorspanischen Zeiten noch um 1600 den lokalen Salzhandel dominieren und wichtige lokale Kolonialämter besetzten. In Kanasín wurde später ein Denkmal für Nachi Cocom aufgestellt, der bis 1542 der ersten bedeutenden Aufstand gegen die Spanier anführte.

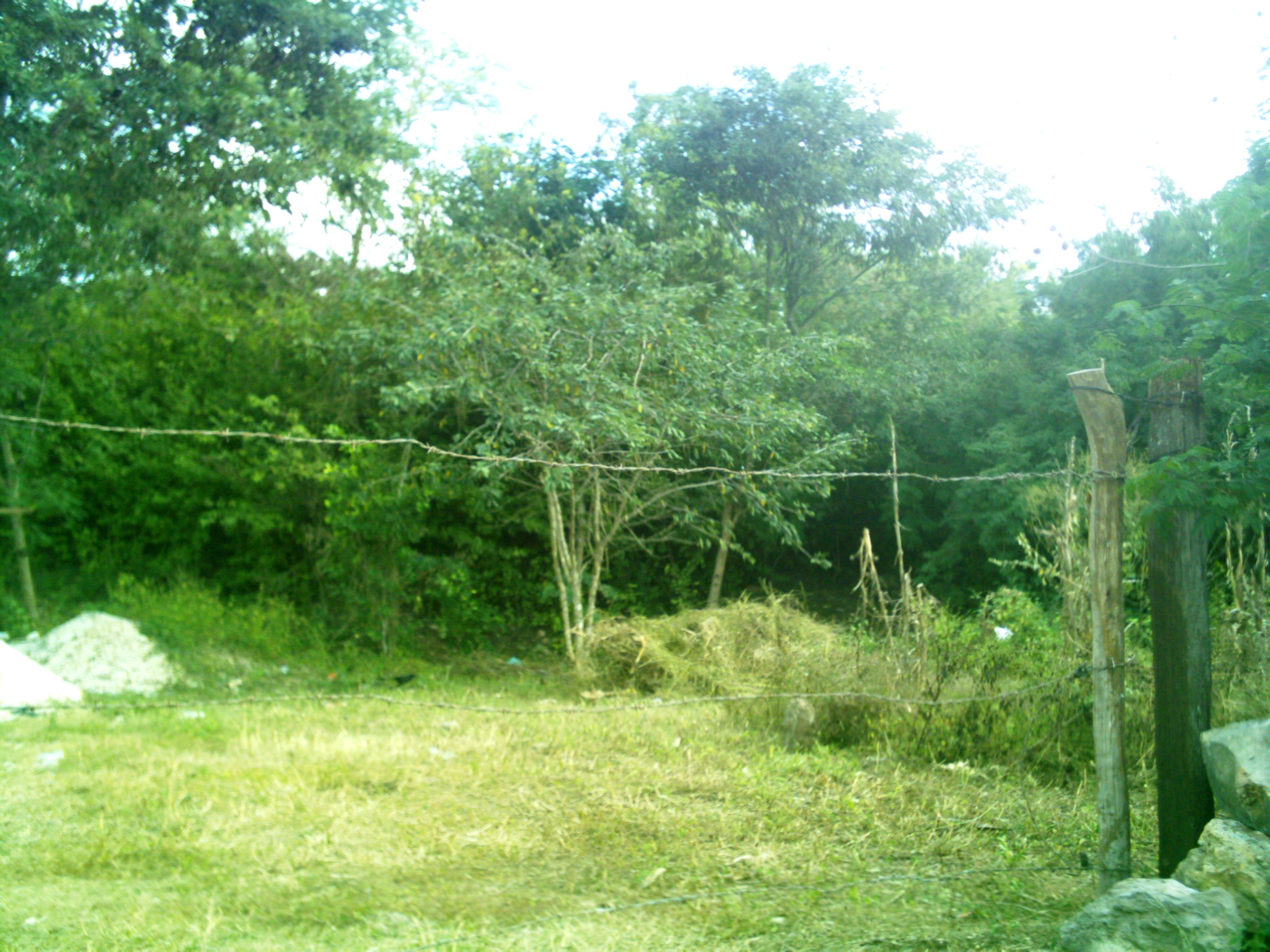
Maya-Ruinen in Kanasín
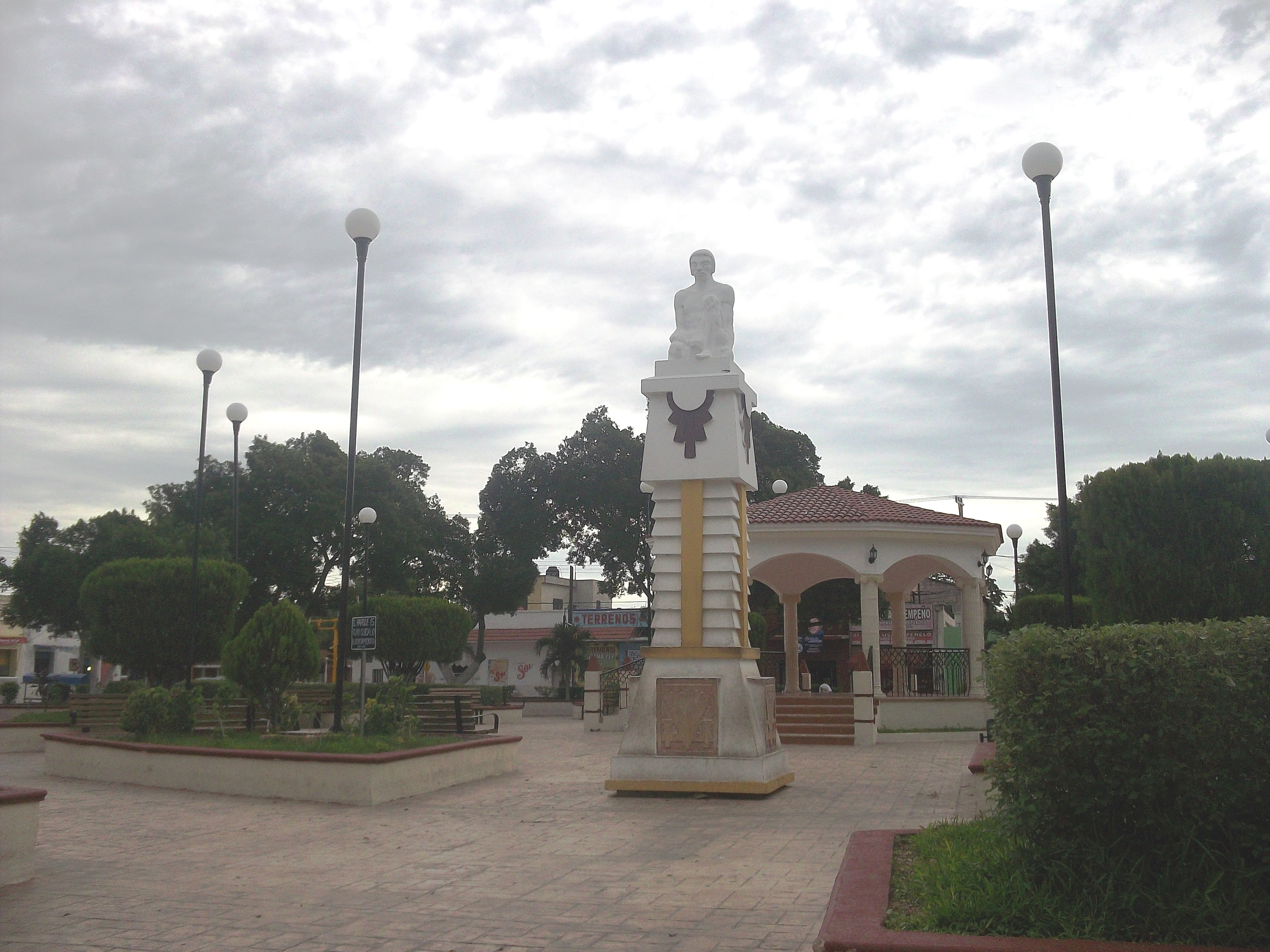
Denkmal für Nachi Cocom im Parque principal in Kanasín
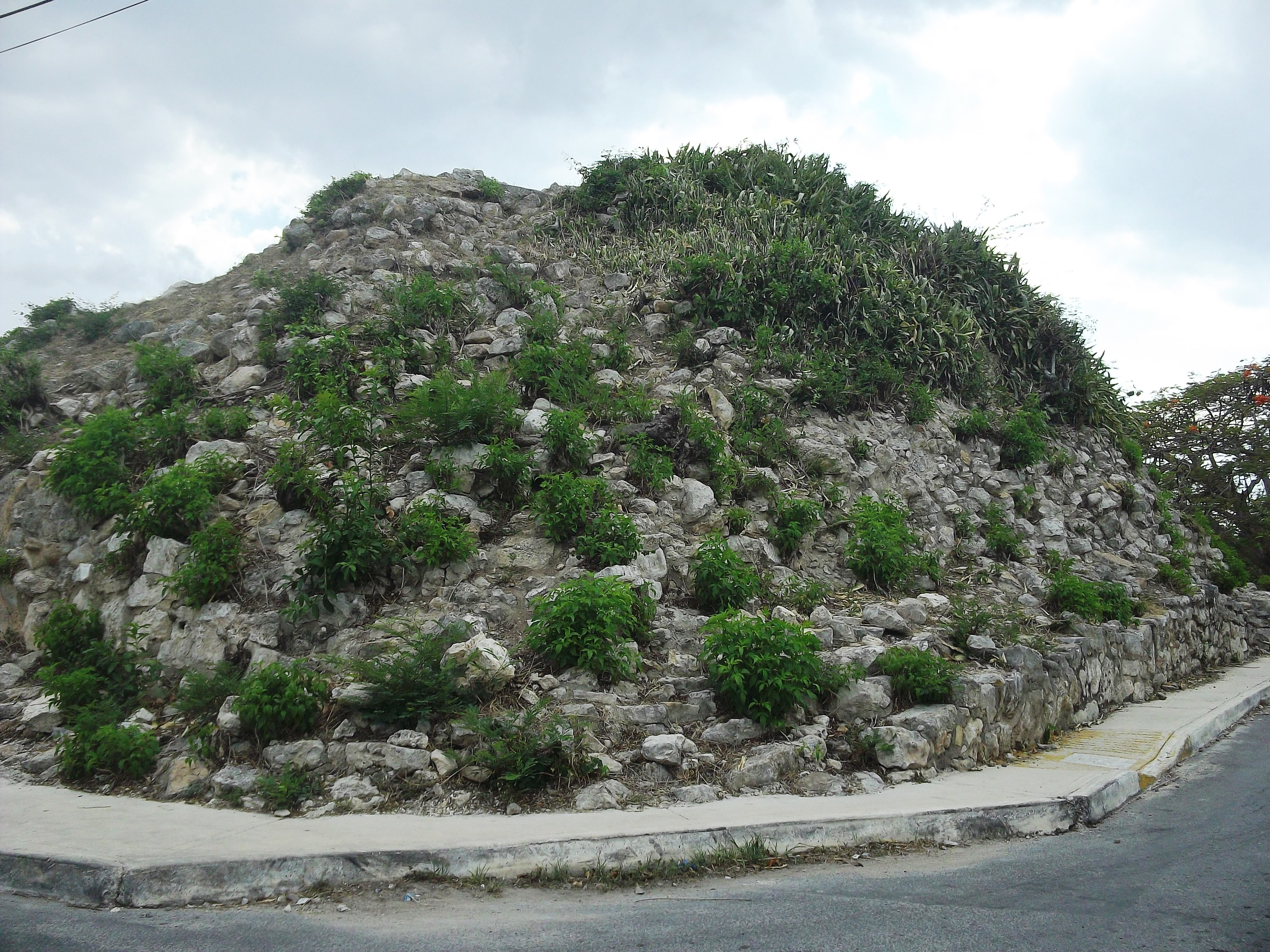
Maya-Ruinen in Caucel
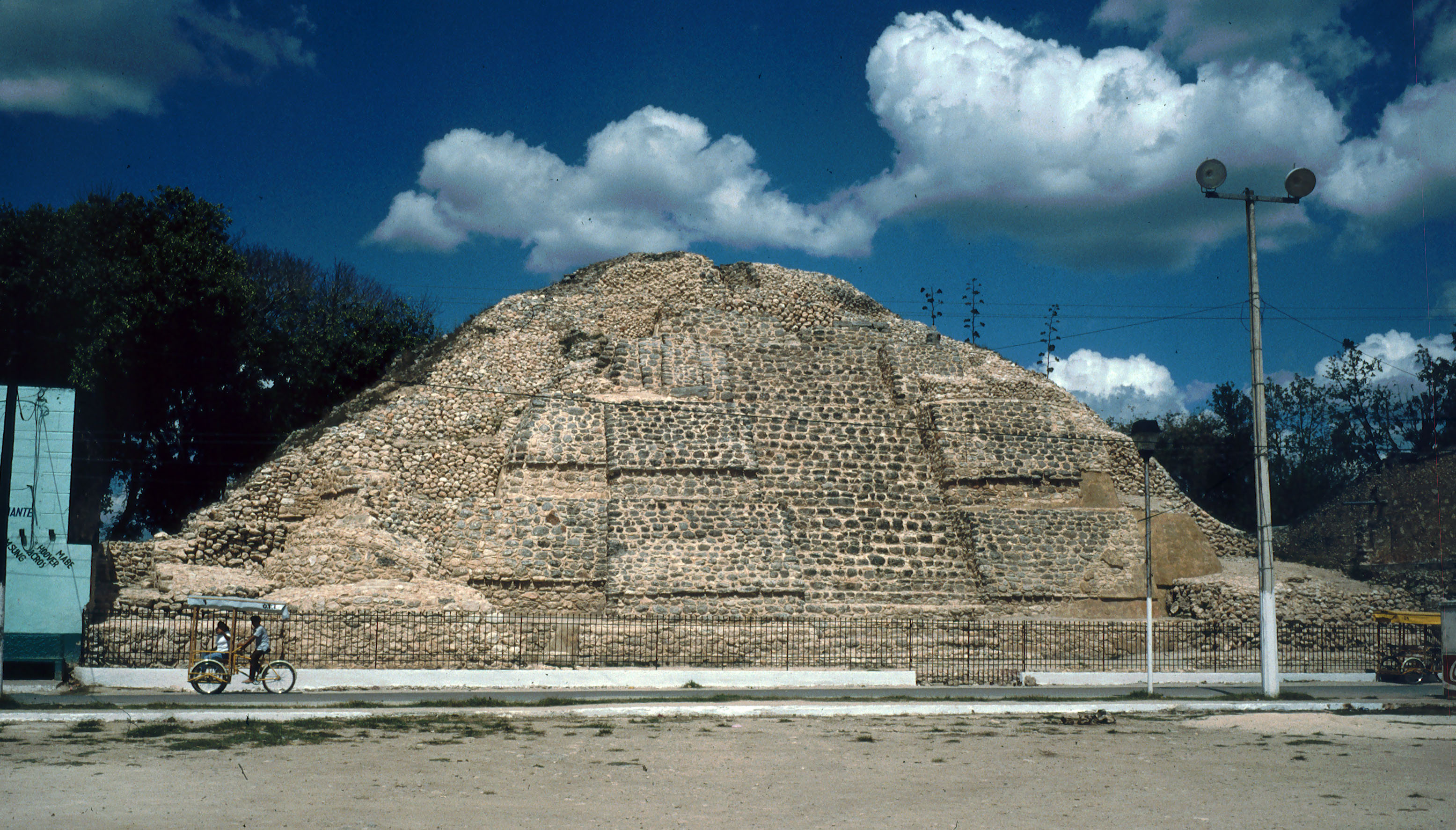
Tempelpyramide in Acanceh (Maya-Stätte)
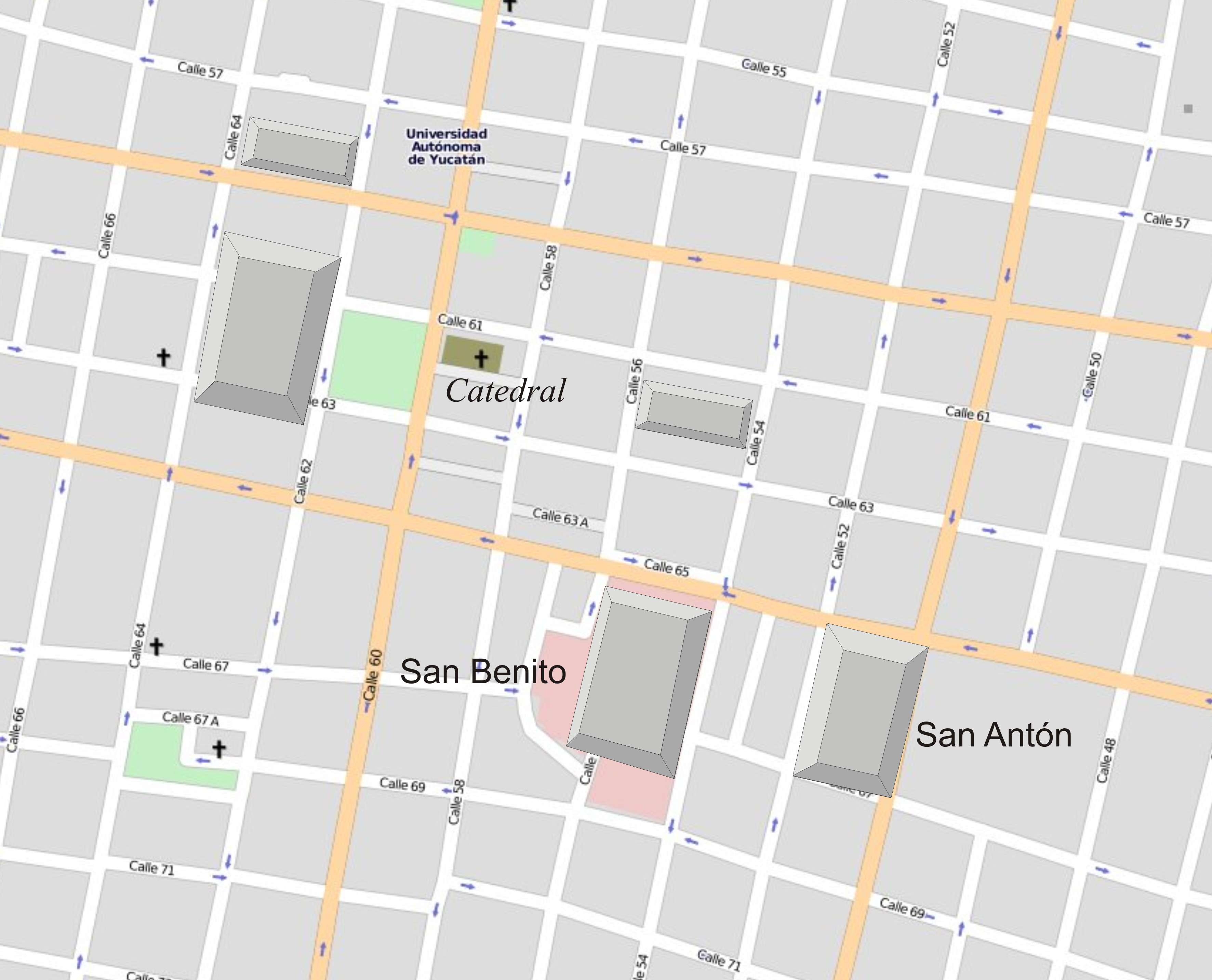
Schematische Lokalisierung der vorspanischen Bauten in Mérida
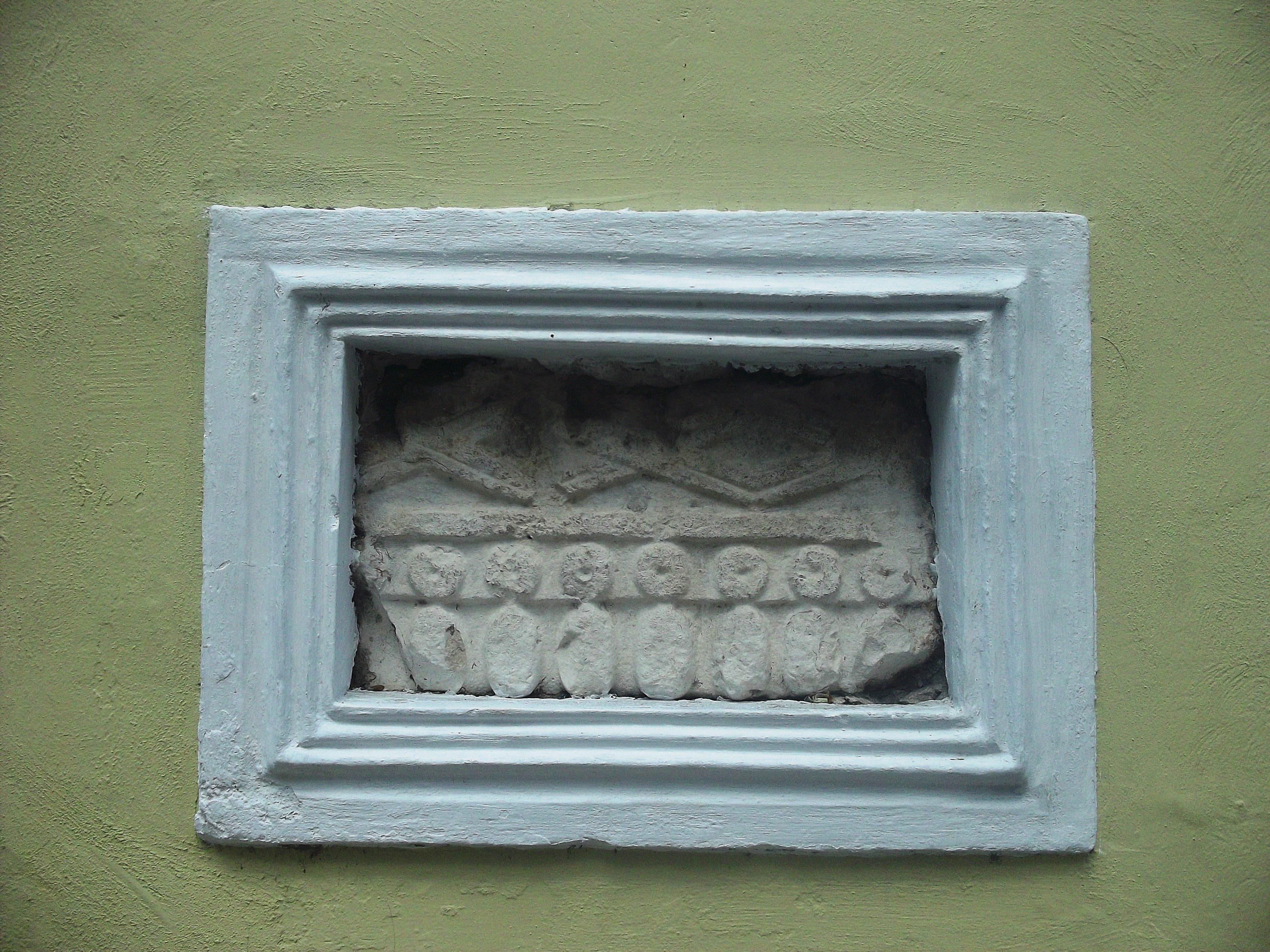
Maya-Stuck in spanischer Architektur in Mérida